# 2-三氟甲基咪唑
2-三氟甲基咪唑是一种杂环有机物，化学式为C4H3F3N2。它可由咪唑-2-甲酸、无水氟化氢和四氟化硫在70 °C反应得到。

## 反应
2-三氟甲基咪唑在碱性条件下可以水解为咪唑-2-甲酸盐。它在乙醇水溶液中和硝酸银在pH为7时反应，可以得到2-三氟甲基咪唑银。